# Fantasque (1758)
Pour les articles homonymes, voir Le Fantasque.
Le Fantasque était un vaisseau de troisième rang portant 64 canons sur deux ponts. Construit sous la direction de Charles Chapelle, il fut lancé en 1758 à Toulon. En service jusqu'en 1785, il participa à deux conflits avec l'Angleterre.

## Caractéristiques principales
Le Fantasque était un bâtiment moyennement artillé mis sur cale selon les normes définies dans les années 1730-1740 par les constructeurs français pour obtenir un bon rapport coût/manœuvrabilité/armement afin de pouvoir tenir tête à la marine anglaise qui disposait de beaucoup plus de navires. Il faisait partie de la catégorie des vaisseaux dite de « 64 canons » dont le premier exemplaire avait été lancé en 1735 et qui fut suivi par plusieurs dizaines d’autres jusqu’à la fin des années 1770, époque où ils furent définitivement surclassés par les « 74 canons. »
Sa coque était en chêne, son gréement en pin, ses voiles et cordages en chanvre. Il était moins puissant que les vaisseaux de 74 canons car outre qu'il emportait moins d'artillerie, celle-ci était aussi pour partie de plus faible calibre, soit :
- vingt-six canons de 24 livres sur sa première batterie percée à treize sabords,
- vingt-huit canons de 12 sur sa deuxième batterie percée à quatorze,
- dix canons de 6 sur ses gaillards[3],[1].

Cette artillerie correspondait à l’armement habituel des 64 canons. Lorsqu'elle tirait, elle pouvait délivrer une bordée pesant 540 livres (soit à peu près 265 kg) et le double si le vaisseau faisait feu simultanément sur les deux bords. Chaque canon disposait en réserve d’à peu près 50 à 60 boulets, sans compter les boulets ramés et les grappes de mitraille. 
Pour nourrir les centaines d’hommes qui composait son équipage, c’était aussi un gros transporteur qui devait avoir pour deux à trois mois d'autonomie en eau douce et cinq à six mois pour la nourriture. C'est ainsi qu'il embarquait des dizaines de tonnes d’eau, de vin, d’huile, de vinaigre, de farine, de biscuit, de fromage, de viande et de poisson salé, de fruits et de légumes secs, de condiments, de fromage, et même du bétail sur pied destiné à être abattu au fur et à mesure de la campagne.

## Sa carrière sur deux guerres navales
Il entra en service alors de la guerre de Sept Ans faisait rage depuis trois ans. Son premier commandant était le chevalier de Castillon. A peine armé, il intégra l’escadre de douze vaisseaux et trois frégates aux ordres de La Clue-Sabran qui devait passer dans l’Atlantique pour y rejoindre l’escadre de Brest. L’objectif était de former une armée navale qui devait protéger un débarquement en Angleterre. Elle appareilla de Toulon le 5 août 1759, mais elle fut repérée et prise en chasse par l’escadre anglaise de Gibraltar lors de son passage du détroit. C'est alors que dans la nuit du 17 au 18 août elle se disloqua à la suite de signaux mal compris. Le Fantasque fait partie du groupe des cinq vaisseaux et des trois frégates de l’arrière-garde qui se retrouvèrent isolés. Après avoir erré une journée à la recherche du reste de l'escadre, tous décidèrent de se conformer à un ordre antérieur qui indiquait la relâche et le ralliement à Cadix où ils arrivèrent le 19. De ce fait, le Fantasque et les autres navires ne participèrent pas à la bataille de Lagos qui vit le même jour l’anéantissement de l'escadre de La Clue-Sabran. Il ne put échapper au blocus anglais et gagner Toulon qu'en janvier 1760. 
Pendant les deux premières années de l'intervention française dans la guerre d'Indépendance américaine sous les ordres de l'amiral d'Estaing, le Fantasque était commandé par Suffren (1778-1779) qui s'illustra autour de Newport. En 1780, il fut armé en flûte et fit partie de la petite flotte de Ternay qui embarquât le corps expéditionnaire de Rochambeau pour l'Amérique. Il fut rayé des listes en 1785,.